# Dorata sagittella
Dorata sagittella är en fjärilsart som beskrevs av August Busck 1913. Dorata sagittella ingår i släktet Dorata och familjen äkta malar. Inga underarter finns listade i Catalogue of Life.